# Nina Sanders
Nina Mauricius-Sanders (voorheen Alberts) is een personage uit de Nederlandse soap Goede tijden, slechte tijden.

## Casting
De rol van Nina Sanders wordt sinds 2005 gespeeld door Marly van der Velden, maar het personage bestaat al acht jaar langer in de serie. De rol werd vanaf Nina's geboorte in seizoen 8 (27 oktober 1997) tot seizoen 15 (juni 2004) in roulerende vorm vertolkt door meer dan twintig verschillende meisjes. Vaak was dit voor een paar weken, maar sommige van de jonge actrices kwamen jaarlijks terug. Vanaf juni 2004 werd de rol gespeeld door de tienjarige Yasmin Delil, die voor het eerst wat langer in beeld bleef als de enige vertolker van Nina ivm een grote verhaallijn voor het personage. Eind september verliet Delil de serie.
Vanaf juni 2005 nam de toen 17-jarige Van der Velden de rol over als de inmiddels vijftienjarige Nina. Van der Velden moest enkele audities doen met Erik de Vogel (Ludo Sanders) en Caroline De Bruijn (Janine Elschot) voordat ze de rol kreeg. Aanvankelijk deden ook Ilana Rooderkerk en Gaby Blaaser auditie voor de rol. Van der Velden verliet in 2007 en 2010 tijdelijk de serie in verband met de flexwet. In 2014, 2017 en 2021 verliet ze de serie tijdelijk in verband met zwangerschapsverlof.

## Verhaallijnen

### Jeugd
Nina is de dochter van Ludo Sanders, miljonair en eigenaar van Sanders. Inc, en van de journaliste Janine Elschot. Als peuter werd ze ontvoerd door haar vermeende halfbroer (eigenlijk haar oom) Stefano Sanders, die op dat moment lid was van de maffia. Op zesjarige leeftijd werd ze opnieuw ontvoerd door Isabella Kortenaer in opdracht van Martine Hafkamp. Ze liep daardoor een trauma op, met als gevolg dat ze uiteindelijk maandenlang ter behandeling in een psychiatrisch ziekenhuis moest worden opgenomen. Samen met Florien Fischer is ze in 2007 naar Miami gegaan om daar te studeren. Later keerde ze terug en begon ze een eigen bedrijf, Tasjesdief.
Omdat Nina brak met haar vader, heeft hij René Meijer gevraagd om ervoor te zorgen dat ze weer een beetje positief over hem ging denken. In werkelijkheid gaat zijn eerste voorkeur niet naar Nina's werk maar naar haarzelf. Op een avond als ze samen uitgaan stopt René GHB in haar drankje, zodat ze zich niet verzet en verkracht haar diezelfde avond.

### Verlamd
Op haar 21e verjaardag raakt zij verlamd aan het rechterdeel van haar lichaam door een explosie in Teluma. Daarom neemt ze haar tante Maxime Sanders aan als werkneemster.

### Liefdesrelaties
Na enkele kortstondige relaties begint ze een relatie met Noud Alberts. Wiet van Houten is eveneens verliefd op Noud. Wanneer Noud Nina ten huwelijk vraagt, is Wiet het daar niet mee eens. Kort daarna krijgt Noud een auto-ongeluk en lijdt aan geheugenverlies. Wiet steunt hem, waardoor ze tot verdriet en jaloezie van Nina een hechte band krijgen.
Wanneer Noud zijn geheugen terugkrijgt, worden de twee opnieuw verliefd op elkaar en besluiten alsnog te trouwen. Wiet probeert Nina tijdens het bruiloftsfeest neer te schieten. Dit mislukt doordat Janine Elsschot tussenbeide komt, maar meerdere gasten raken zwaargewond.
Later krijgt Nina een mail met een doodsbedreiging. Ze denkt dat de mail afkomstig is van Wiet, die in een tbs-kliniek zit. In eerste instantie gelooft niemand haar. Mike Brandt, de broer van Bianca Bouwhuis, doet zijn intrede. Enige tijd denkt Nina dat Mike haar stalker is, maar uiteindelijk blijkt Nina's halfzus Amy Kortenaer de echte stalker te zijn. Tijdens de bruiloft van haar ouders wordt Nina ontvoerd door Amy en diens vriend Niels.
Na een voorval met Maxime en Nick Sanders is Nina in de war. Ze zoekt steun bij Mike, met wie ze uiteindelijk een verhouding krijgt. Noud is hier zo boos over dat hij in de cliffhanger van seizoen 22 vertrekt naar Tokio. Als Noud enige tijd later terugkomt is Nina zwanger van Mike. Omdat Nina van Mike moet kiezen tussen hem en Noud, nemen ze een pauze in hun relatie. Uiteindelijk kiest Nina toch voor Noud en ze besluit samen met hem het kind op te voeden. Nina krijgt terwijl ze nog zwanger is een auto-ongeluk wanneer ze tussenbeide probeert te komen in een ruzie tussen Janine en Maxime. Uiteindelijk blijkt Nina's kind, een dochter, niets te mankeren.
Nina besluit haar kleinere bedrijf Tasjesdief groter te maken, zodat ze niet meer afhankelijk is van het geld van haar vader. Hierbij neemt ze Lorena Gonzalez aan als commerciële helft van Tasjesdief, terwijl ze zelf de creatieve kant is. De twee krijgen hulp van Vincent Muller. Tasjesdief wordt omgedoopt tot Banditas, wat wordt gelanceerd op 17 januari 2014.
Nina heeft een korte relatie met Vincent. Vincent is de zoon van Maxime, hij en Nina zijn dus neef en nicht zonder het te weten. Maxime doet er alles aan om de relatie tussen Nina en Vincent te beëindigen. Maxime zet Milou, een van de exen van Vincent, in als troef.

### Terreur van Loes en geheugenverlies
Nina stelde Loes de Haan aan als haar assistent. Nina wilde Loes naar Hong Kong sturen, dat wilde ze eerst niet, toen vertrok ze toch voor korte tijd.
Loes keerde eerder terug dan verwacht, en Nina was in shock daarover, daardoor ging Nina samenwerken met Aysen om bewijs tegen Loes te vinden over de moord op Jan Maes.
Loes kwam uiteindelijk achter hun plannen, en hoewel Nina zich eruit wilde praten, sloeg Loes haar neer met een fles wijn, en ontvoerde haar, Nina werd uiteindelijk achtergelaten in de kofferbak van Nina's eigen auto op de autosloperij, waar Nina schreeuwt om hulp maar niemand hoort haar. Loes kan haar uiteindelijk niet meer helpen nadat ze van een container was gevallen bij de haven.
Uiteindelijk lukt het Nina los te komen uit de kofferbak en rolt zichzelf weg van de sloop, De Nederlands sprekende Carlos uit Málaga in Spanje vangt haar op en probeert te achterhalen wie zij is. Nadat Nina zichzelf Nola noemt vindt Carlos via de zoekwebsite Vindie uit dat Nola een dochter is van Nina Sanders en ontdekt hij dat zij Nina Sanders wel moet zijn.
Al snel wordt duidelijk dat Nina vanwege haar trauma door Loes een dissociatieve stoornis heeft ontwikkeld. Hierdoor heeft Nina een ander karakter en herkent ze haar familie en vrienden niet meer terug. Hoewel Nina gaandeweg weer de oude wordt lijkt ze Carlos boven Bing te verkiezen; Carlos laat weten dat hij geen vader voor andermans kinderen wil zijn en verbreekt de relatie.

### Geboorte Max
Ondertussen is Nina zwanger; ze bevalt van een zoon, Max. Bings vriend Amir Nazar is de zaaddonor; volgens de afspraak zou de Afghaanse arts afstand nemen, maar hij raakt overmand door vadergevoelens en weet een omgangsregeling af te dwingen. Echter, nadat hij bijna zijn verblijfsvergunning was kwijtgeraakt door een wraakactie van Bing op de stiekeme afspraakjes die Nina had gepland. Amir is echter vergevingsgezind, en Nina en Bing zijn aanwezig wanneer hij zijn jawoord geeft aan Sjors.

### Concurrentie met Puck
Nina en Bing nemen rechercheur Daan Stern (broer van Rik de Jong) in huis nadat hij door een auto-ongeluk dagenlang in coma had gelegen. Daan wordt verliefd op Nina; ze houdt vol dat zijn gevoelens niet wederzijds zijn. Rond dezelfde tijd komt Nina's studiegenote Puck Odolphy naar Meerdijk na enige tijd in Frankrijk te hebben gewerkt; ze treedt in dienst van La Nina. Nina stelt Puck voor aan Daan, maar krijgt daar al snel spijt van; Puck wordt op staande voet ontslagen, zogenaamd omdat ze haar werk niet naar behoren zou uitvoeren. Vervolgens barst er een concurrentiestrijd los met Daan als middelpunt. Puck begint haar eigen kledinglijn met gestolen ontwerpen die oorspronkelijk voor La Nina waren bedoeld en gooit na een vechtpartij de beerput open op de site Trash for Chica's. Nina negeert Bings advies en beraamt een tegenoffensief; via een telefoontje naar Frankrijk komt ze erachter dat Puck nooit ontwerpster is geweest en hooguit als filiaalmanager bij de Zibra heeft gewerkt. Nina schildert haar concurrente publiekelijk af als "een nobody, een oplichtster en een copycat"; dit leidt er echter toe Puck een exclusieve deal krijgt, maar er geen geldschieter voor kan vinden. De strijd wordt uiteindelijk gestaakt, maar de hernieuwde samenwerking is geen lang leven beschoren omdat Puck voor een carrière in het buitenland kiest.

### Affaire met Daan en scheiding van Bing
Ondertussen is Nina een verhouding met Daan begonnen. Ze liegt tegen Bing die vanwege oplopende spanningen het huis verlaat, en pas met Kerst terugkomt om het opnieuw te proberen. Nina wil het uitmaken met Daan, maar laat zich verleiden tot een laatste avond samen; als Bing door Daan naar binnen wordt gelokt weet hij genoeg. Nina heeft spijt, maar Bing zet haar het huis uit en gaat er zonder overleg, taal of teken met de kinderen vandoor. Daan laat hem opsporen in Brugge en rijdt erheen om de kinderen mee te nemen. Als Bing terugkomt doet hij aangifte tegen Daan en stuurt hij aan op een vechtscheiding. Nina krijgt een omgangsregeling, maar deze wordt weer net zo snel ingetrokken nadat ze zich via een list Bings huis heeft binnengedrongen. Pogingen tot verzoening door een gezinsportret na te laten schilderen en een vakantiereis naar de Maldiven aan te bieden maken geen enkele indruk. Nina denkt via Ludo een bemiddelingsadvocaat te hebben gevonden, maar Thomas Harkema wordt juist betaald om vaart te zetten achter de scheiding en Bings duistere verleden op te rakelen. Als Nina van Bing hoort dat hij zogenaamd seks heeft gehad met Sjors, die zijn advocaat is, gaat ze over op chantage; ze dreigt Amir in te lichten als Sjors haar niet het dossier van Bing overhandigt. Bing steekt daar een stokje voor, en vertelt dat hij de zoen met Sjors alleen maar heeft overdreven om van Nina af te zijn. Voor Nina is de maat vol; ze schakelt de hulp van Thomas in en zet Bing uit huis omdat het haar eigendom is. De rollen zijn nu omgedraaid, maar dat wordt haar niet in dank afgenomen door de kinderen. Nina weigert in te gaan op Bings tegenoffensief - een fifty-fifty omgangsregeling - ook al heeft hij een agressieve advocaat in de armen genomen na het vertrek van Sjors naar Berlijn. Dan komt Daan weer terug; hij zegt alleen een relatie te willen als dit in alle openheid gebeurt. Nina blijkt erop in te gaan en ze gaan samen naar het feest van Lucas en Tiffy. Bij thuiskomst blijkt Bing het hele huis te hebben leeggehaald. Voor straf verhoogt Nina de huur van Boks; dit leidt er toe dat Bing het hoofdfiliaal van zijn bedrijf sluit en op zoek gaat naar een andere locatie. Als Bing met een ouderschapsplan komt weigert Nina mee te werken en verzoekt ze hem dringend te vertrekken.
Als Nina een week later met Janine en de kinderen binnenkomt ziet ze hoe Bing en Daan met elkaar op de vuist gaan. Janine neemt Nina en Bing apart om ze op hun kinderachtige gedrag te wijzen; dit leidt ertoe dat er eindelijk een omgangsregeling wordt getroffen, en dat Boks terugkeert in de foyer onder de oude huurovereenkomst. Ludo is het er niet mee eens en zorgt ervoor dat de strijd weer oplaait; hij dreigt met rechterlijke stappen en praat Nina aan dat Bing niet te vertrouwen is. Bing wil de helft van Nina's bezittingen, maar Nina is hem te slim af; ze verkoopt alles aan Ludo voor een euro waardoor ze recht heeft op alimentatie. De tegenactie waarvoor Thomas waarschuwt lijkt zich op Koningsdag te voltrekken; Lucas is na een invalbeurt gevraagd om manager van Boks te worden. Nina zegt dat ze hem nooit meer wil zien als hij voor Bing gaat werken, maar dat dreigement maakt weinig indruk.
Op aandringen van Daan gaan Bing en Nina in gesprek met een mediator; de sessie wordt echter afgebroken omdat Nina Bing uitdaagt totdat hij haar bijna aanvliegt. Omdat Nina zich als een kleuter heeft gedragen kan ze haar afspraakje met Daan vergeten; vervolgens botst Nina in De Koning tegen iemand op en heeft ze een blauwe plek op haar arm. Nina besluit dit in haar voordeel te gebruiken door Bing te chanteren; ze zegt geen aangifte te zullen doen wegens huiselijk geweld als zij volledige voogdij en een redelijke alimentatie krijgt. Als er weer ruzie ontstaat dreigen Nina en Bing ook de kinderen uit elkaar te halen; Nola heeft dat gehoord en gaat er met Max en Manu vandoor. Nina en Bing zetten hun geschillen opzij, en beginnen samen met Daan een zoektocht. De kinderen komen terecht en Nina en Bing worden het eindelijk eens over een omgangsregeling.

### Terreur van Richard en Billy
Nina blijkt toch nog moeite te hebben met de scheiding; ze zegt dat ze verder wil met Daan, maar droomt nog altijd over Bing. Uiteindelijk kiest ze voor Bing en wijst ze een huwelijksaanzoek van Daan af ondanks dat ze zwanger van hem is. Daan reageert woedend door Nina naar beneden te duwen vlak bij een kermisattractie. Bing probeert haar te redden maar wordt zelf door een attractie geraakt met als gevolg dat hij een been kwijtraakt.
Ondertussen heeft Nina een nog grotere klap te verwerken; Ludo is overboord geslagen en wordt na een vergeefse zoektocht doodverklaard. Nina erft het veilinghuis dat ze samen met veilingmeester Amelie Hendrix runt; het wordt hen niet makkelijk gemaakt omdat Ludo's concurrenten Richard van Nooten en Billy de Palma de handen ineen hebben geslagen om wraak te nemen op de familie Sanders. Als gevolg van deze pestcampagne haken de klanten massaal af en lijkt een faillissement onafwendbaar. Billy vertelt Nina dat dit het werk is van Richard en dat ze niets meer met deze "charlatan" te maken wil hebben. Nina stemt in met een samenwerking en wil niet luisteren wanneer Janine haar probeert te waarschuwen dat Billy de boel belazert. Het kwartje valt pas wanneer de opbrengst van een door Billy georganiseerde veiling zoek raakt en Nina daarvoor aansprakelijk wordt gesteld. Amelie wordt als de hoofdverdachte aangewezen en Nina doet alsof ze het gelooft, maar daardoor speelt ze Billy in de kaart; Amelie wordt door Richard gechanteerd tot het opnemen van een valse bekentenis. Nina krijgt het filmpje te zien en moet Billy voor het eind van de week betalen. Amelie heeft dan al haar koffers gepakt, maar Nina komt nog net op tijd om het echte verhaal te horen. Amelie voelt zich niet veilig in Meerdijk en voorziet dat Nina en haar gezin ook gevaar lopen als het veilinghuis niet verkocht wordt.  Nina verkoopt het veilinghuis aan Henri Hoefman, maar een dag later blijkt dat Ludo nog leeft; hij wordt gered van een verlaten booreiland en naar Meerdijk gebracht. Als Nina de verkoop ongedaan wil maken komt ze er achter dat Hoefman in opdracht van Richard heeft gehandeld; ze probeert Ludo het slechte nieuws te vertellen, maar Richard en Billy zijn haar voor geweest.

### Nieuwe uitdagingen
La Nina maakt een moeilijke periode door; niet zozeer vanwege de streken van Richard en Billy alswel vanwege het gebrek aan inspiratie. Die komt er pas wanneer Nina kostuums ontwerpt voor het filmpje van Manu over zijn vader als éénbenige superheld. Vervolgens krijgt Nina de kans om vier maanden met haar gezin in Indonesië te gaan wonen.

### Terugkeer in Meerdijk
Nina keert terug in Meerdijk, waar ze erachter komt dat Bing met Mare heeft geslapen. Ze is hier niet blij mee en gaat Mare hiermee confronteren. Later gaan Bing en Nina een open huwelijk uitproberen. Het loopt uit tot spanningen. Nina gaat uit met meerdere mannen, terwijl Bing alleen enkele keren met Mare naar bed gaat. Hij wordt verliefd op Mare en verteld dat tegen Nina. Uiteindelijk krijgt Nina gevoelens voor Lars, de echtgenoot van Mare. Na een lange tijd besluiten Bing en Nina om te stoppen met hun open huwelijk.

### Nola wordt puber & haatcampagne van Nina tegen haar vader
Nola gaat naar de middelbare school en wordt vriendinnen met Chanel, die haar tas afpakt en niet teruggeeft. Nola liegt daarover tegen haar ouders en zegt dat een paar jongens de tas hebben afgepakt. Uiteindelijk haalt Bing de tas op bij Chanel thuis, maar krijgt daarna bedreigingen van de vader en diens vrienden van Chanel. 
Wanneer Ludo een politie-inval laat uitvoeren bij de vader van Chanel, raakt Nola gewond aan haar oogkas. Wanneer Bing en Nina erachter komen dat Ludo achter de inval zat, zijn ze Ludo zo zat dat ze het contact verbreken. Ludo probeert het goed te maken, maar Nina wil van niets weten. Na een tijdje wil ze het haar vader alsnog vergeven, omdat Nola het haar opa niet kwalijk neemt. Bing vindt dat Nina het niet moet vergeven, maar ze doet het toch. Nina komt er wel achter dat haar oom Stefano bezig is met een haatcampagne tegen Ludo. Uiteindelijk besluit ze met hem mee te doen om haar vader voor goed terug te pakken voor de bemoeienissen in haar leven. Ludo en Janine komen er uiteindelijk achter en Ludo besluit, nadat ze erin de saferoom er niet uit zijn gekomen, zijn handen van zowel Stefano als Nina af te trekken. De consequentie is dat Ludo zijn lening van Nina's bedrijven stopzet. De band tussen haar en haar vader wordt weer versterkt nadat Ludo haar redt bij een grote kettingsbotsing. Nina vergeeft haar vader.

## Beroep
- Eigenaresse en tassenontwerpster "Tasjesdief" (2007–13)
- Co-eigenaresse en tassenontwerpster "Banditas" (2013–16)
  - Eigenaresse en tassenontwerpster "Banditas" (2014)
- Eigenaresse en kledingontwerpster "La Nina" (2016–)
- Eigenaresse en oprichtster"CS" (2016–2025)

## Relaties
- Morris Fischer (relatie, 2005–2006)
- Noud Alberts (one-night-stand, 2006)
- Milan Alberts (relatie, 2007–2008)
- Dex Huygens (relatie, 2009–2010)
- Noud Alberts (relatie/huwelijk, 2010–2013)
- Mike Brandt (relatie, 2012–2013)
  - Nola Sanders (dochter, 2013)
- Vincent Muller (relatie, 2014–2015)
- Bing Mauricius (relatie/huwelijk, 2015–2020)
  - Max Mauricius (zoon, 2018)
- Carlos Ramirez (relatie, 2018)
- Daan Stern (affaire/relatie, 2019-2020)
  - Ongeboren kind (miskraam, 2020)
- Bing Mauricius (relatie/huwelijk, 2020–heden)
- Lars Bereschot (affaire, 2022)